# Jindřich Tomec
Jindřich Tomec (13. září 1863 Praha – 12. července 1928 Vídeň) byl český malíř.

## Život
Od svých čtrnácti let by zaměstnán v pražské malírně divadelních dekorací Hugo Ullika. Roku 1884 odešel do Vídně k malíři dekorací Kautskému, aby se zdokonalil. V roce 1887 byl přijat na vídeňskou Akademii k profesoru Lichtenfelsovi, studia ukončil po pěti letech, v roce 1892. Byl členem spolku Mánes, často navštěvoval Prahu a vystavoval zde.
Je považován za českého malíře žijícího dlouhodobě ve Vídni. O jeho češství svědčí i výběr témat obrazů, nejen z Rakouska, ale často z Prahy, Moravy i Slovenska nebo z Podkarpatské Rusi. Ve Vídni žil přes čtyřicet let, zúčastnil se života vídeňské české menšiny.

## Dílo
Jindřich Tomec byl malíř – krajinář, impresionista. Jeho častým námětem byla velkoměsta, interiéry kostelů, ale i příroda. Oblíbeným tématem byla Praha, přípravu výstavy s šedesáti pražskými motivy, která se měla uskutečnit v Praze, přerušila malířova smrt.

## Vyznamenání
- Řád Františka Josefa

## Galerie

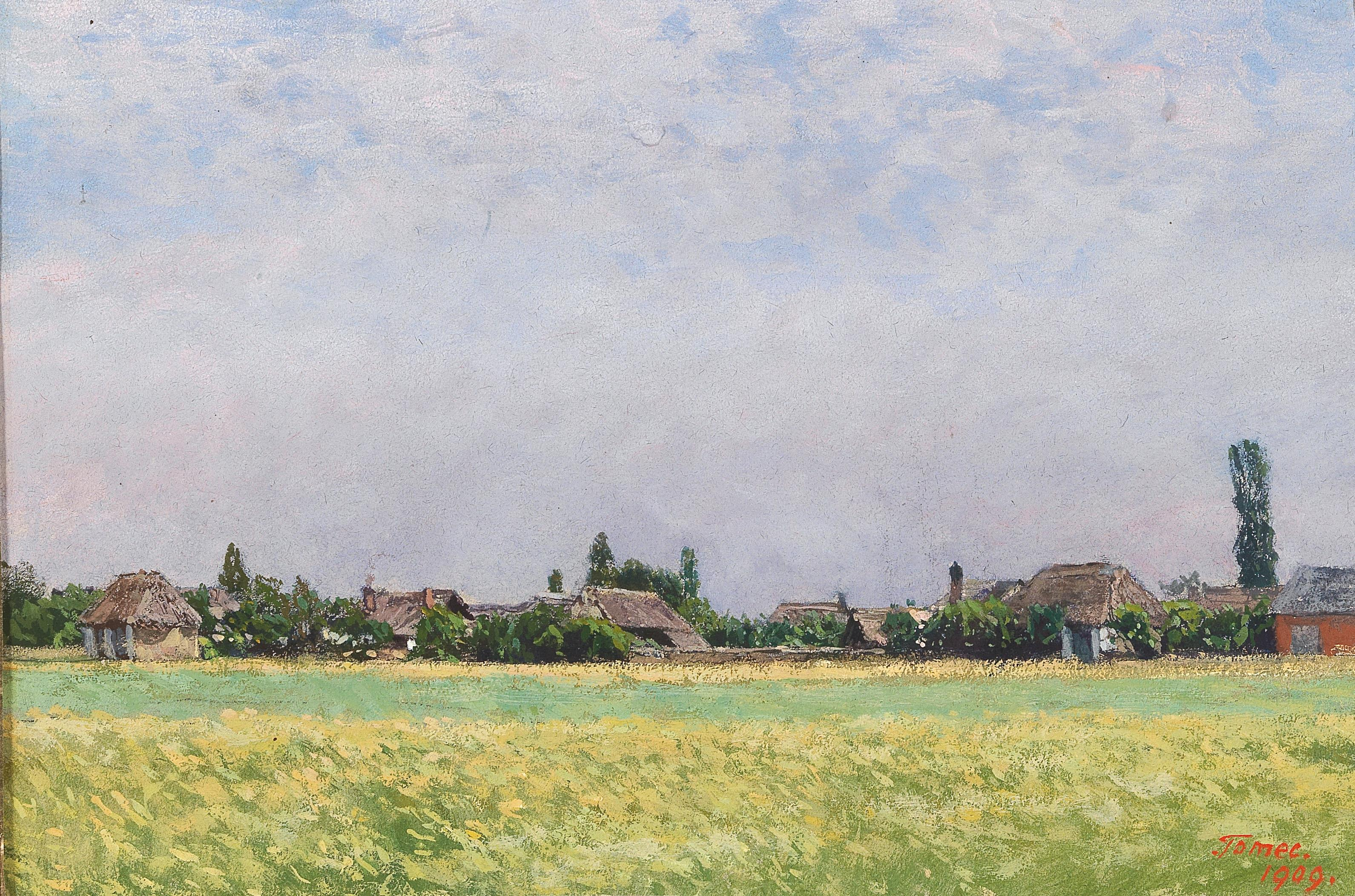
Moravská vesnice (1909)
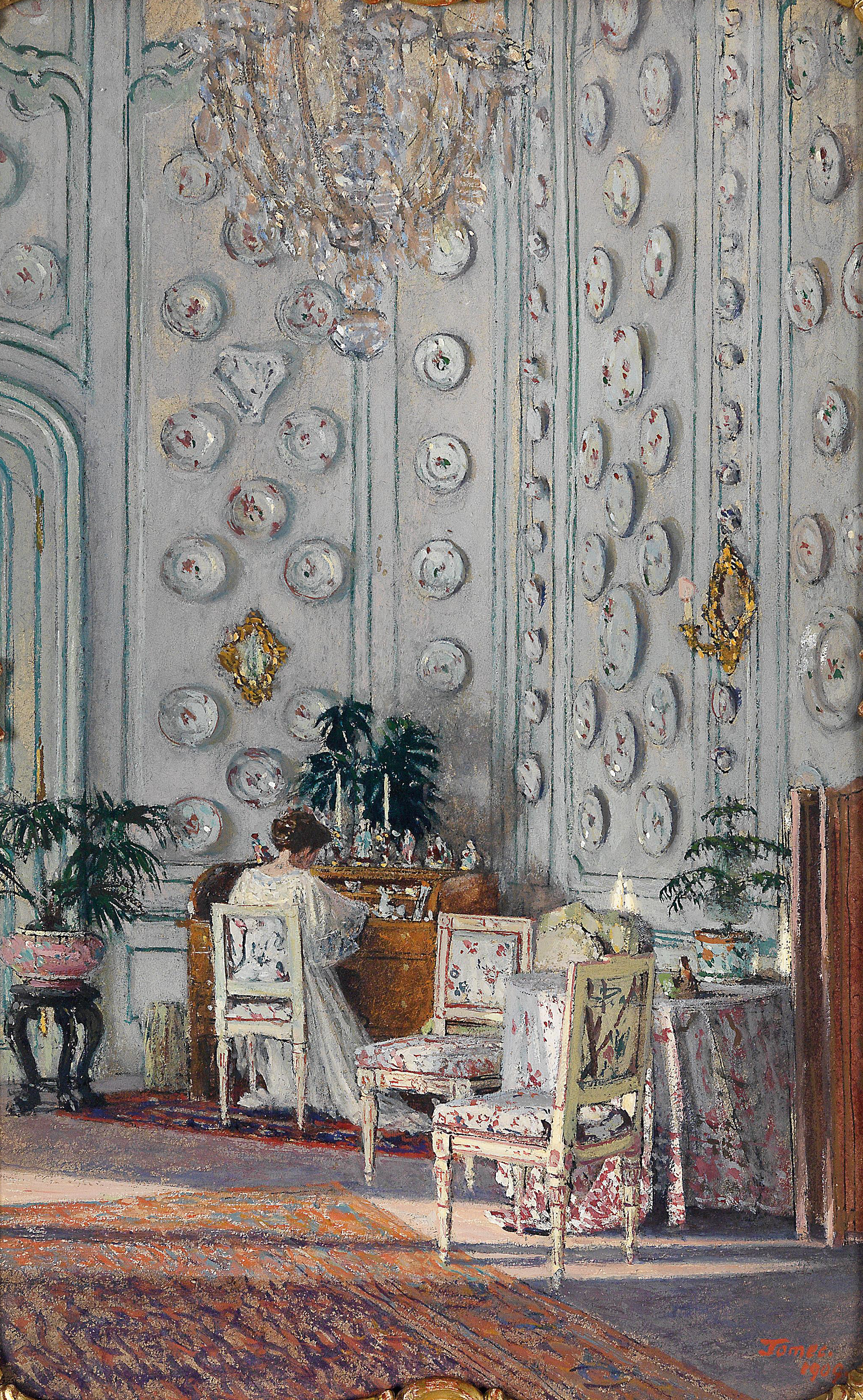
Hraběnka Gisela Kinská v porcelánovém pokoji (1909)
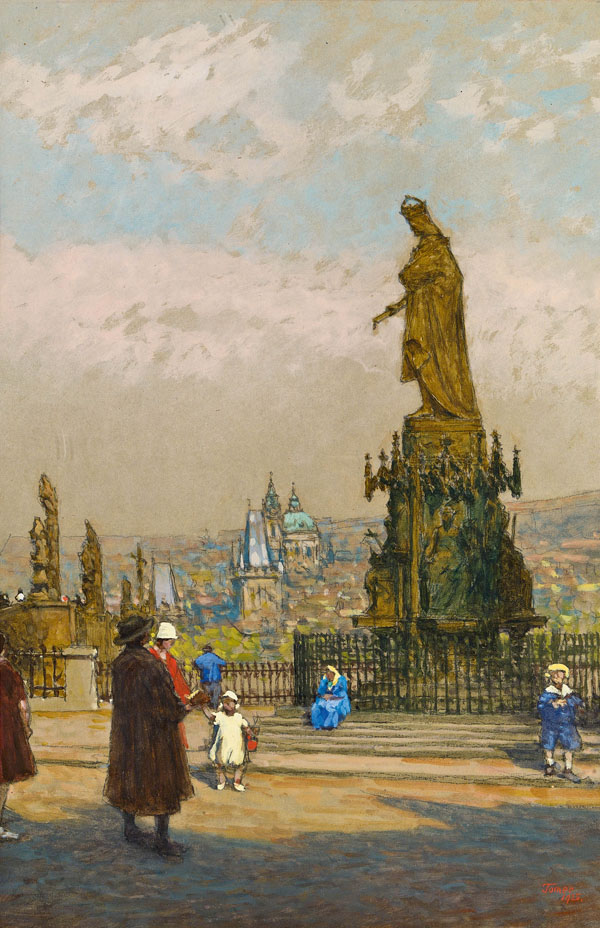
Karlův most v Praze (1925)
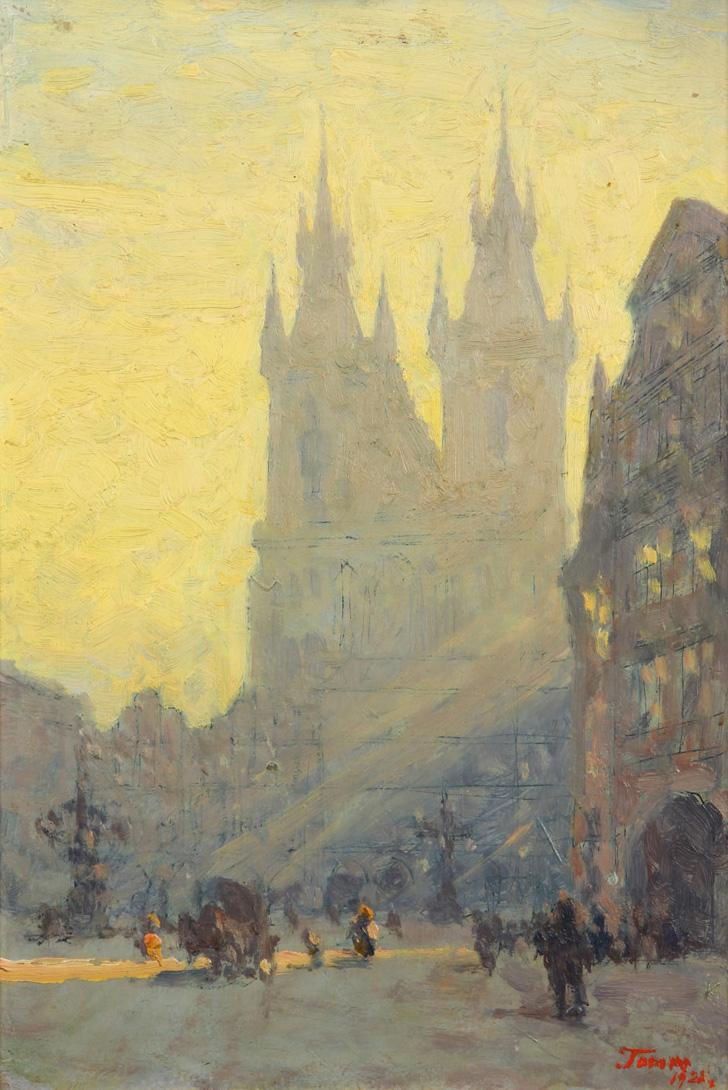
Týnský chrám
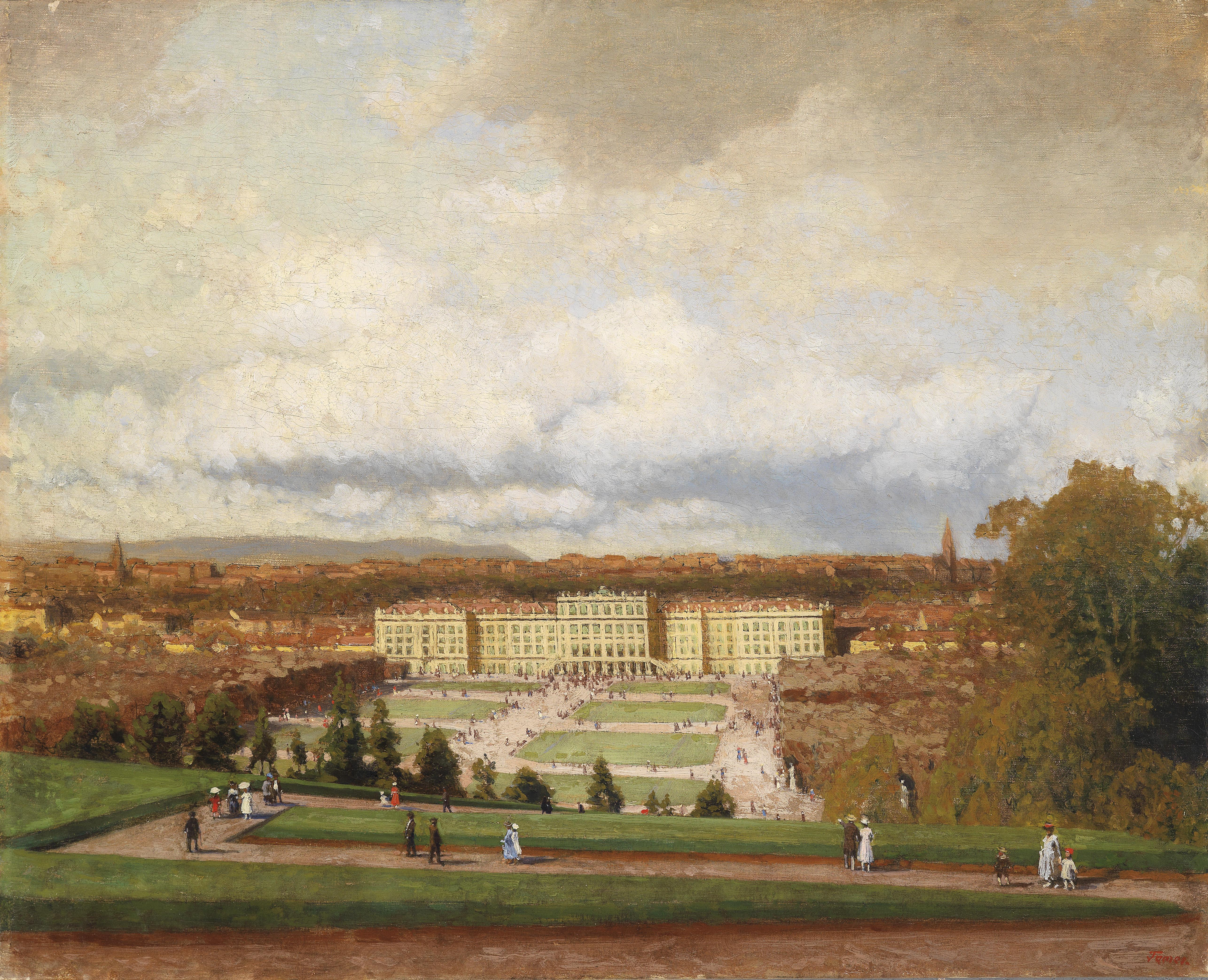
Zámek Schönbrunn
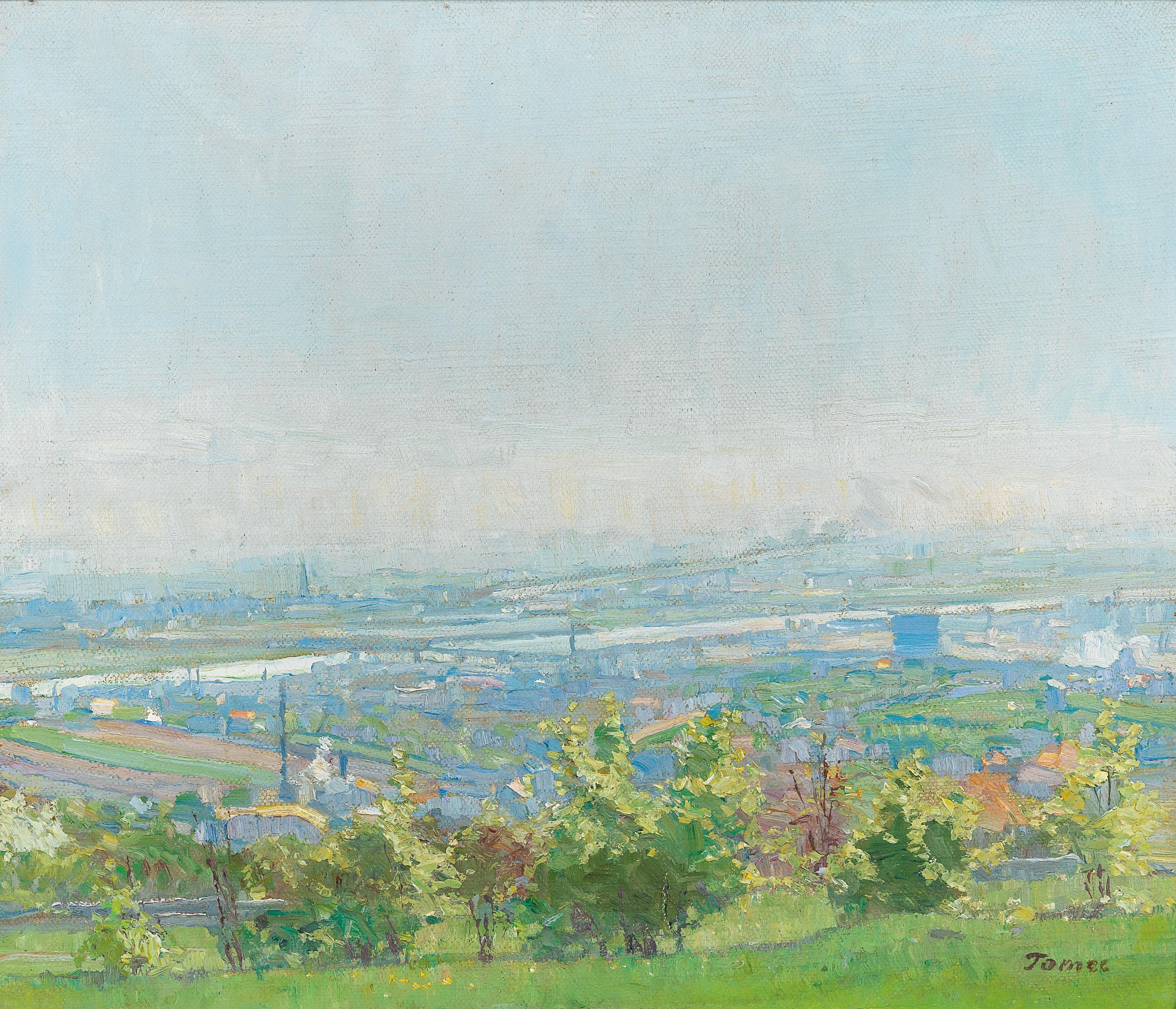
Pohled na Vídeň od Grinzingu
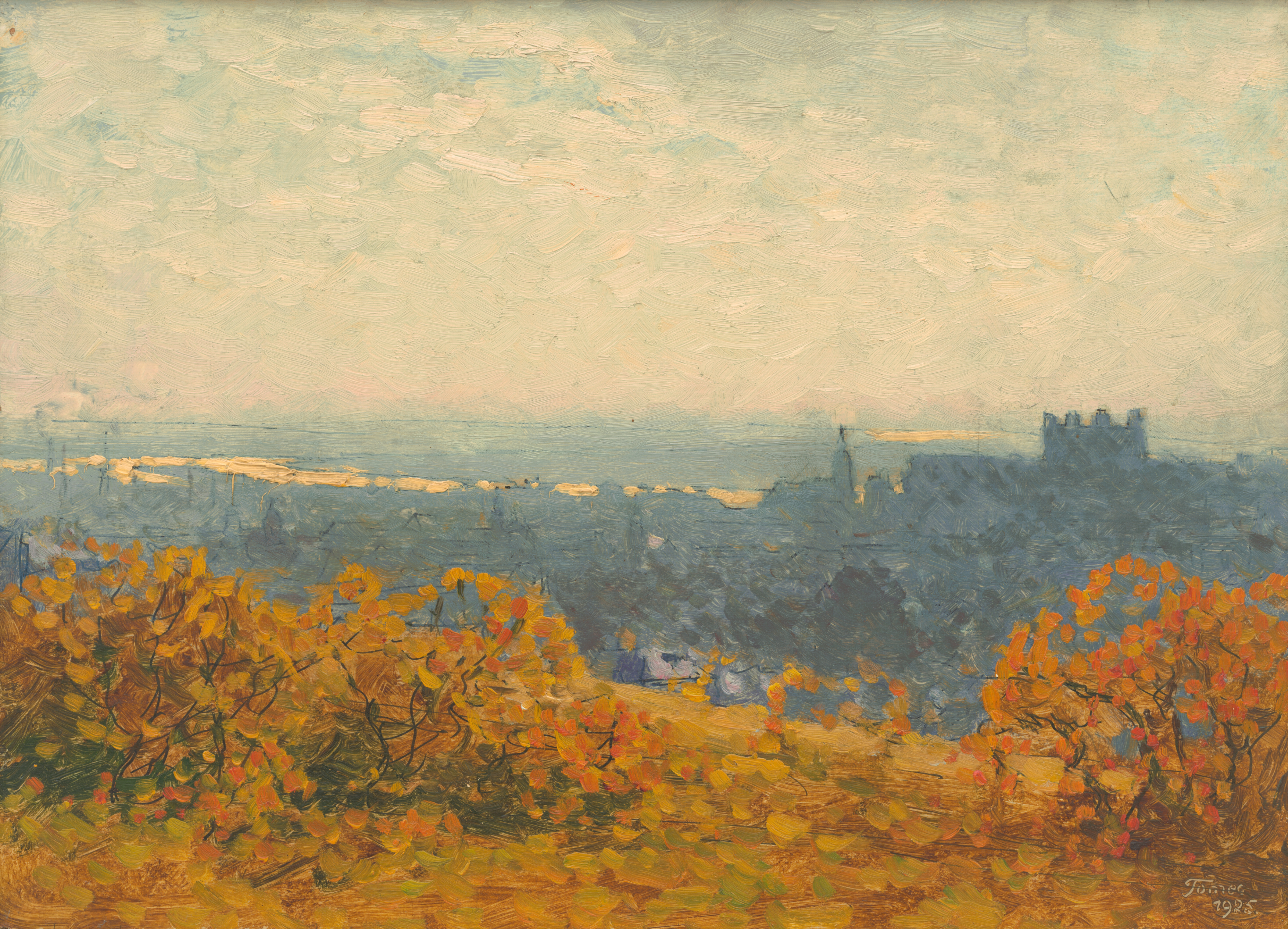
Pohled na Bratislavu (Slovenská národní galerie, 1925)